# Horizons Satellite
Horizons Satellite LLC é uma joint venture entre a Intelsat e a SKY Perfect JSAT Group. A empresa foi originalmente formada em 2005, de acordo com um memorando de entendimento entre a JSAT e PanAmSat. A Arianespace lançou o satélite Horizons 2 às 21:41 GMT em 21 de dezembro de 2007. 

## Satélites
| Satélite    | Fabricante                   | Data do lançamento     | Veículo de lançamento | Estado |
| ----------- | ---------------------------- | ---------------------- | --------------------- | ------ |
| Horizons 1  | Hughes                       | 1 de outubro de 2003   | Zenit-3SL             | Ativo  |
| Horizons 2  | Orbital Sciences Corporation | 21 de dezembro de 2010 | Ariane 5GS            | Ativo  |
| Horizons 3e | Boeing Satellite Systems     | 25 de setembro de 2018 | Ariane 5 ECA          | Ativo  |